# Moulin de Beaumont

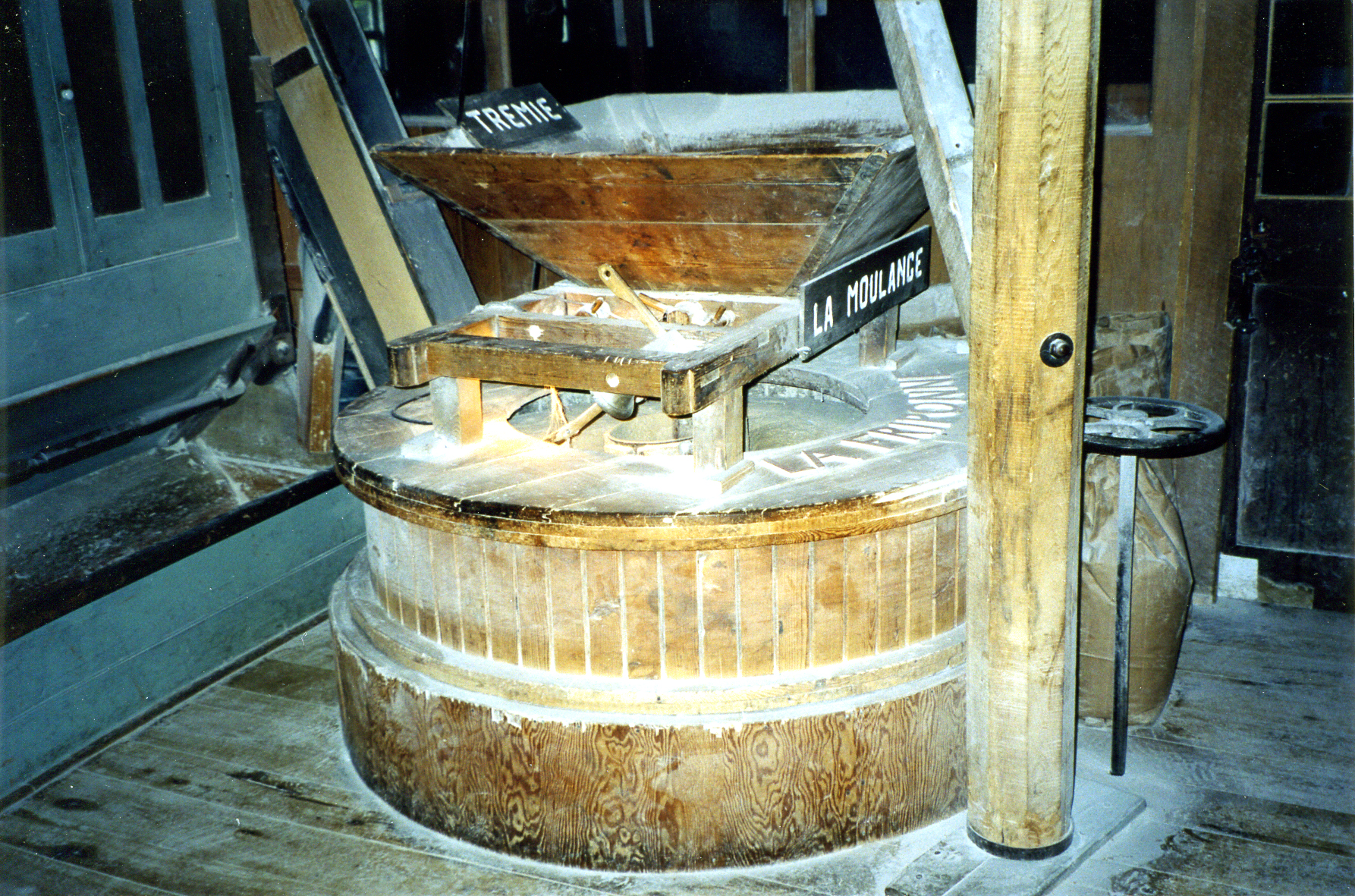
Moulange du Moulin de la chute à Maillou, à Beaumont, en 2001. Surnommée «La friponne», en mémoire d'Angélique des Méloïses, épouse du seigneur Hugues Jacques Péan, à cause de l'exploitation des censitaires qui se faisait au Moulin de Péan à Beaumont.

Le moulin de Beaumont est un moulin à eau construit en 1821 à Beaumont (Québec). On le trouve à l’entrée du côté est de la municipalité, en haut de la chute à Maillou, surplombant le Saint-Laurent. Il est aussi connu sous les noms de Moulin de la chute à Maillou ou de Moulin Labrie, du nom d'Arthur Labrie, propriétaire de 1947 à 1986, à qui l'on doit la restauration du moulin. 
C'est un moulin à farine et à scie actionné à l’aide d’une roue à eau. On y vend de la farine fraîchement moulue sur ses meules de pierre. Il présente une collection de meubles et d'outils des XVIIIe et XIXe siècles. C'est aussi un moulin à cardes.
À Beaumont, on peut voir aussi le moulin de Péan et le moulin de Vincennes.

## Identification
- Nom du bâtiment : moulin de Beaumont
- Autres noms du bâtiment : moulin Labrie, moulin de la chute à Maillou
- Adresse civique : 2, route du Fleuve
- Municipalité : Beaumont
- Propriété : privée

## Construction
- Date de construction : 1821
- Nom du constructeur : John Belcher, de Montmorency, et Ambroise Gendron
- Nom du propriétaire initial : John Belcher

## Chronologie
- Évolution du bâtiment :
  - 1821 : Construit d'abord comme moulin à cardes et à fouler
  - Milieu du XIXe siècle : ajout de meules pour moudre le grain et de scies pour scier le bois
  - 1967 : ouverture du moulin aux visiteurs
- Occupants ou propriétaires :
  - 1821-1833 : John Belcher
  - 1833-1876 : Patrick Ryan
  - 1876-1887 : Damase Bélanger
  - 1887-1933 : Onésime et Wilfrid Poulin
  - 1933-1947 : Adjutor Breton
  - 1947 (28 mai) -1986 : Arthur Labrie
  - 1986-... : Propriétaires actuels
- Transformations majeures :
  - 1947 : Quand Arthur Labrie achète le moulin, la plupart des équipements avaient disparu ou étaient hors d'usage. Ils ont été remplacés par d'autres équipements provenant d'autres moulins. La roue à godets a été reconstruite au début des années soixante, en partie par des artisans du chantier Davie Brothers de Lévis. Une jetée en béton a remplacé le barrage en bois et l'écluse tout comme la dalle ont été refaites[2].

## Architecture
- Dimensions : 50 pieds de longueur par 26 pieds de largeur, sur 43 pieds de hauteur
- Trois étages, un grenier, fondations en maçonnerie, murs en bois, murs de façade et arrière recouverts de planches verticales, murs pignons recouverts de bardeaux, toit en mansarde
- Roue à godets : 16 pieds de diamètre par 4,75 pieds de largeur. Elle compte 32 godets, pèse 12 000 livres et peut développer 25 forces.
- Le logis du meunier était au troisième étage

## Protection patrimoniale
- Cité Monument historique par la municipalité en 1997.
- Le moulin fait partie du Site du Moulin-de-Beaumont constitué en 2008 par la municipalité et comprenant le moulin (1821), le barrage, le réservoir et son canal de dérivation, la maison du meunier, le site archéologique comprenant des vestiges du moulin Péan (XVIIIe siècle), le chemin d'accès vers le moulin Péan, la reconstitution de la cage à eau du moulin Péan, l'escalier menant au moulin Péan, la boulangerie et deux fours à pain extérieurs[3].

## Mise en valeur
- Constat de mise en valeur : Vente de farine moulue sur place. Boulangerie, aire de pique-nique et café-terrasse. Exposition dans le logis du meunier.
- Site d'origine : Oui
- Constat sommaire d'intégrité :
- Responsable : Les propriétaires

## Sources
1. ↑  Pages Vidéotron
2. ↑  Francine Adam, p. 135. Aussi : Gilles Boileau, «La tournée des moulins», Histoire Québec, Fédération des sociétés d'histoire du Québec, vol. 2, no 2, janvier 1997 (Article en ligne)
3. ↑  Répertoire du patrimoine culturel du Québec

## Note
Le plan de cet article a été tiré du Grand répertoire du patrimoine bâti de Montréal et de l'Inventaire des lieux de mémoire de la Nouvelle-France.